# 나승현 (야구인)
나승현(羅承賢, 1987년 4월 6일 ~ )은 KBO 리그 전 롯데 자이언츠의 투수이다.

## 롯데 자이언츠시절
2006년 롯데 자이언츠의 2차 1순위(전체 1위) 지명을 받아 입단하였다. 류현진을 거르고 뽑은 투수라서 기대가 많았다. 입단 후 주로 중간계투요원으로 활동했다. 입단 첫 해에는 16세이브를 기록하는 등 차세대 유망주로 기대를 모았으나, 빠른 구속에 비해 비교적 단조로운 구종을 가지고 있다는 단점이 노출되어 2007 시즌 이후에는 1구원승만이 있을 뿐 단 하나의 세이브/홀드를 기록하지 못하는 등 뚜렷한 활약을 보이지 못하고 있다. 2010년 시즌에는 4월 10일 단 1경기만 출전하고, 시즌 내내 2군에 머물러 있다가 9월 1일 엔트리 확장 기간에 다시 1군에 등록되었다. 그러나 9월 5일 1군 복귀 무대에서 삼성 라이온즈 타자들을 상대로 4연속 2루타(역대 타이 기록)를 허용하는 등 철저하게 난타당해 5실점하여, 여전히 불안감을 노출하였다.

## 경찰 야구단시절
2010 시즌 후 경찰 야구단에 입대하여 복무를 마치고 돌아왔다.

## 롯데 자이언츠복귀
이후 2015년에 방출되었다.

## 출신 학교
- 송정동초등학교
- 충장중학교
- 광주제일고등학교

## 통산 기록
| 년도 | 팀    | 평균자책 | 경기수 | 승 | 패 | 세 | 홀드 | 완투 | 완봉 | 이닝    | 피안타 | 피홈런 | 4사구 | 탈삼진 | 실점 | 자책점 |
| ---- | ----- | -------- | ------ | -- | -- | -- | ---- | ---- | ---- | ------- | ------ | ------ | ----- | ------ | ---- | ------ |
| 2006 | 롯데  | 3.48     | 51     | 0  | 3  | 16 | 0    | 0    | 0    | 54 1/3  | 55     | 2      | 34    | 33     | 21   | 21     |
| 2007 | 롯데  | 4.07     | 26     | 1  | 2  | 0  | 0    | 0    | 0    | 42      | 37     | 3      | 32    | 31     | 20   | 19     |
| 2008 | 롯데  | 4.93     | 33     | 0  | 3  | 0  | 0    | 0    | 0    | 42      | 41     | 2      | 21    | 25     | 25   | 23     |
| 2009 | 롯데  | 4.93     | 22     | 0  | 4  | 0  | 0    | 0    | 0    | 30 2/3  | 38     | 2      | 14    | 23     | 22   | 18     |
| 2010 | 롯데  | 38.57    | 2      | 0  | 0  | 0  | 0    | 0    | 0    | 2 1/3   | 12     | 2      | 3     | 2      | 10   | 10     |
| 통산 | 5시즌 | 4.78     | 134    | 1  | 12 | 16 | 0    | 0    | 0    | 171 1/3 | 183    | 11     | 104   | 114    | 98   | 91     |